# Acquedotto romano di Venafro
L'acquedotto romano di Venafro è un acquedotto di epoca romana, risistemato in epoca augustea, ma già esistente in precedenza.

## Storia
L'acquedotto captava le acque dalla sorgente del fiume Volturno e le distribuiva lungo un percorso di circa 30 km alle ville del territorio e alla città di Venafro.

## Architettura
Il condotto, che seguiva un percorso a mezza costa dei rilievi, con una pendenza costante dell'1%, era realizzato in opera cementizia con interno rivestito da intonaco (larghezza di 65 cm e altezza di 160 cm).
Nel Museo archeologico di Venafro si conserva un'epigrafe di epoca augustea, redatta tra il 17 e l'11 a.C. ("Tavola delle acque") con il regolamento d'uso delle acque captate.
Resti del condotto sono stati rinvenuti presso Colli a Volturno, Montaquila, nella frazione di Santa Maria Oliveto, sotto la chiesetta di Santa Lucia, e nel capoluogo comunale di Pozzilli